# E-Prix di Monaco 2021
L'E-Prix di Monaco 2021 è stato il quarto appuntamento del Campionato mondiale di Formula E 2020-2021, che si è tenuto sul circuito di Monte Carlo l'8 maggio 2021.
La gara è stata vinta da António Félix da Costa, che ha anche effettuato la Pole Position, seguito da Robin Frijns, e da Mitch Evans. Il giro veloce è stato effettuato da Jean-Éric Vergne.

## Prove libere
| Pos.           | No.            | Pilota                 | Squadra                | Tempo          |
| Prove libere 1 | Prove libere 1 | Prove libere 1         | Prove libere 1         | Prove libere 1 |
| -------------- | -------------- | ---------------------- | ---------------------- | -------------- |
| 1              | 10             | Sam Bird               | Jaguar Racing          | 1:32.220       |
| 2              | 20             | Mitch Evans            | Jaguar Racing          | 1:32.253       |
| 3              | 4              | Robin Frijns           | Envision Virgin Racing | 1:32.360       |
| Prove libere 2 |                |                        |                        |                |
| 1              | 20             | Mitch Evans            | Jaguar Racing          | 1:31.118       |
| 2              | 10             | Sam Bird               | Jaguar Racing          | 1:31.303       |
| 3              | 13             | António Félix da Costa | DS Techeetah           | 1:31.359       |

## Qualifiche
| Gruppi qualifiche | Gruppi qualifiche | Gruppi qualifiche | Gruppi qualifiche | Gruppi qualifiche | Gruppi qualifiche | Gruppi qualifiche |
| ----------------- | ----------------- | ----------------- | ----------------- | ----------------- | ----------------- | ----------------- |
| Gruppo 1          | DEV (1)           | VAN (2)           | BIR (3)           | FRI (4)           | EVA (5)           | RAS (6)           |
| Gruppo 2          | JEV (7)           | DEN (8)           | MOR (9)           | WEH (10)          | MUL (11)          | ROW (12)          |
| Gruppo 3          | SIM (13)          | DAC (14)          | LYN (15)          | LOT (16)          | CAS (17)          | TUR (18)          |
| Gruppo 4          | DIG (19)          | SET (20)          | GUE (21)          | BUE (22)          | NAT (23)          | BLO (24)          |

| Pos.   | No. | Pilota                 | Squadra                   | Qualifica    | SuperPole    | Griglia |
| ------ | --- | ---------------------- | ------------------------- | ------------ | ------------ | ------- |
| 1      | 13  | António Félix da Costa | DS Techeetah              | 1:31.832     | 1:31.317     | 1       |
| 2      | 4   | Robin Frijns           | Envision Virgin Racing    | 1:31.638     | 1:31.329     | 2       |
| 3      | 20  | Mitch Evans            | Jaguar Racing             | 1:31.772     | 1:31.368     | 3       |
| 4      | 25  | Jean-Éric Vergne       | DS Techeetah              | 1:31.839     | 1:31.376     | 4       |
| 5      | 28  | Maximilian Günther     | BMW i Andretti Motorsport | 1:31.817     | 1:32.039     | 5       |
| 6      | 22  | Oliver Rowland         | Nissan e.dams             | 1:31.850     | Nessun tempo | 6       |
| 7      | 37  | Nick Cassidy           | Envision Virgin Racing    | 1:31.853     |              | 7       |
| 8      | 99  | Pascal Wehrlein        | TAG Heuer Porsche         | 1:31.900     | 8            |         |
| 9      | 94  | Alex Lynn              | Mahindra Racing           | 1:31.952     | 9            |         |
| 10     | 71  | Norman Nato            | ROKiT Venturi Racing      | 1:31.964     | 12           |         |
| 11     | 33  | René Rast              | Audi Sport ABT Schaeffler | 1:32.125     | 10           |         |
| 12     | 29  | Alexander Sims         | Mahindra Racing           | 1:32.146     | 11           |         |
| 13     | 23  | Sébastien Buemi        | Nissan e.dams             | 1:32.247     | 13           |         |
| 14     | 27  | Jake Dennis            | BMW i Andretti Motorsport | 1:32.247     | 14           |         |
| 15     | 5   | Stoffel Vandoorne      | Mercedes EQ               | 1:32.277     | 15           |         |
| 16     | 10  | Sam Bird               | Jaguar Racing             | 1:32.281     | 16           |         |
| 17     | 11  | Lucas Di Grassi        | Audi Sport ABT Schaeffler | 1:32.303     | 17           |         |
| 18     | 48  | Edoardo Mortara        | ROKiT Venturi Racing      | 1:32.329     | 18           |         |
| 19     | 36  | André Lotterer         | TAG Heuer Porsche         | 1:32.339     | 16           |         |
| 20     | 6   | Nico Müller            | Dragon / Penske Autosport | 1:32.344     | 20           |         |
| 21     | 88  | Tom Blomqvist          | NIO 333                   | 1:32.630     | 21           |         |
| 22     | 8   | Oliver Turvey          | NIO 333                   | 1:32.633     | 22           |         |
| 23     | 17  | Nyck de Vries          | Mercedes EQ               | 1:33.070     | 24           |         |
| NC     | 7   | Sérgio Sette Câmara    | Dragon / Penske Autosport | Nessun tempo | 23           |         |
| Fonte: |     |                        |                           |              |              |         |

## Gara
| Pos.   | No. | Pilota                 | Squadra                   | Giri | Tempo/Ritiro | Griglia | Punti |
| ------ | --- | ---------------------- | ------------------------- | ---- | ------------ | ------- | ----- |
| 1      | 13  | António Félix da Costa | DS Techeetah              | 26   | 47:20.697    | 1       | 25+3  |
| 2      | 4   | Robin Frijns           | Envision Virgin Racing    | 26   | +2.848       | 2       | 18+1  |
| 3      | 20  | Mitch Evans            | Jaguar Racing             | 26   | +2.872       | 3       | 15    |
| 4      | 25  | Jean-Éric Vergne       | DS Techeetah              | 26   | +3.120       | 4       | 12+1  |
| 5      | 28  | Maximilian Günther     | BMW i Andretti Motorsport | 26   | +3.270       | 5       | 10    |
| 6      | 22  | Oliver Rowland         | Nissan e.dams             | 26   | +3.865       | 6       | 8     |
| 7      | 10  | Sam Bird               | Jaguar Racing             | 26   | +4.150       | 16      | 6     |
| 8      | 37  | Nick Cassidy           | Envision Virgin Racing    | 26   | +4.752       | 7       | 4     |
| 9      | 94  | Alex Lynn              | Mahindra Racing           | 26   | +5.759       | 9       | 2     |
| 10     | 11  | Lucas Di Grassi        | Audi Sport ABT Schaeffler | 26   | +6.225       | 17      | 1     |
| 11     | 23  | Sébastien Buemi        | Nissan e.dams             | 26   | +6.567       | 13      |       |
| 12     | 48  | Edoardo Mortara        | ROKiT Venturi Racing      | 26   | +7.097       | 18      |       |
| 13     | 71  | Norman Nato            | ROKiT Venturi Racing      | 26   | +8.507       | 12      |       |
| 14     | 88  | Tom Blomqvist          | NIO 333                   | 26   | +9.240       | 21      |       |
| 15     | 7   | Sérgio Sette Câmara    | Dragon / Penske Autosport | 26   | +9.499       | 23      |       |
| 16     | 27  | Jake Dennis            | BMW i Andretti Motorsport | 26   | +9.822       | 14      |       |
| 17     | 36  | André Lotterer         | TAG Heuer Porsche         | 26   | +10.503      | 16      |       |
| 18     | 6   | Nico Müller            | Dragon / Penske Autosport | 26   | +11.450      | 20      |       |
| 19     | 8   | Oliver Turvey          | NIO 333                   | 26   | +12.067      | 22      |       |
| Rit    | 17  | Nyck de Vries          | Mercedes EQ               | 23   | Ritiro       | 24      |       |
| Rit    | 99  | Pascal Wehrlein        | TAG Heuer Porsche         | 21   | Ritiro       | 8       |       |
| Rit    | 5   | Stoffel Vandoorne      | Mercedes EQ               | 21   | Ritiro       | 15      |       |
| Rit    | 33  | René Rast              | Audi Sport ABT Schaeffler | 18   | Incidente    | 10      |       |
| Rit    | 29  | Alexander Sims         | Mahindra Racing           | 0    | Incidente    | 11      |       |
| Fonte: |     |                        |                           |      |              |         |       |

## Classifiche
La classifica dopo la gara:
Classifica piloti
| +/-    | Pos | Pilota                 | Punti |
| ------ | --- | ---------------------- | ----- |
|        | 1   | Robin Frijns           | 62    |
|        | 2   | Nyck de Vries          | 57    |
|        | 3   | Mitch Evans            | 54    |
|        | 4   | António Félix da Costa | 52    |
|        | 5   | Sam Bird               | 49    |
|        | 6   | Stoffel Vandoorne      | 48    |
|        | 7   | Jean-Éric Vergne       | 46    |
|        | 8   | René Rast              | 39    |
|        | 9   | Oliver Rowland         | 35    |
|        | 10  | Jake Dennis            | 33    |
|        | 11  | Edoardo Mortara        | 32    |
|        | 12  | Pascal Wehrlein        | 32    |
|        | 13  | Nico Müller            | 30    |
|        | 14  | Alexander Sims         | 24    |
|        | 15  | Alex Lynn              | 23    |
|        | 16  | Maximilian Günther     | 22    |
|        | 17  | Nick Cassidy           | 19    |
|        | 18  | André Lotterer         | 18    |
|        | 19  | Lucas Di Grassi        | 14    |
|        | 20  | Oliver Turvey          | 13    |
|        | 21  | Sérgio Sette Câmara    | 12    |
|        | 22  | Sébastien Buemi        | 11    |
|        | 23  | Norman Nato            | 11    |
|        | 24  | Tom Blomqvist          | 5     |
| Fonte: |     |                        |       |

Classifica squadre
| +/-    | Pos | Squadra                          | Punti |
| ------ | --- | -------------------------------- | ----- |
|        | 1   | Mercedes EQ Formula E Team       | 105   |
|        | 2   | Jaguar Racing                    | 103   |
|        | 3   | DS Techeetah                     | 98    |
|        | 4   | Envision Virgin Racing           | 51    |
|        | 5   | BMW i Andretti Motorsport        | 55    |
|        | 6   | Audi Sport ABT Schaeffler        | 53    |
|        | 7   | TAG Heuer Porsche Formula E Team | 50    |
|        | 8   | Mahindra Racing                  | 47    |
|        | 9   | Nissan e.dams                    | 46    |
|        | 10  | ROKiT Venturi Racing             | 43    |
|        | 11  | Dragon / Penske Autosport        | 42    |
|        | 12  | NIO 333 Formula E Team           | 18    |
| Fonte: |     |                                  |       |